# Otoczka bakteryjna

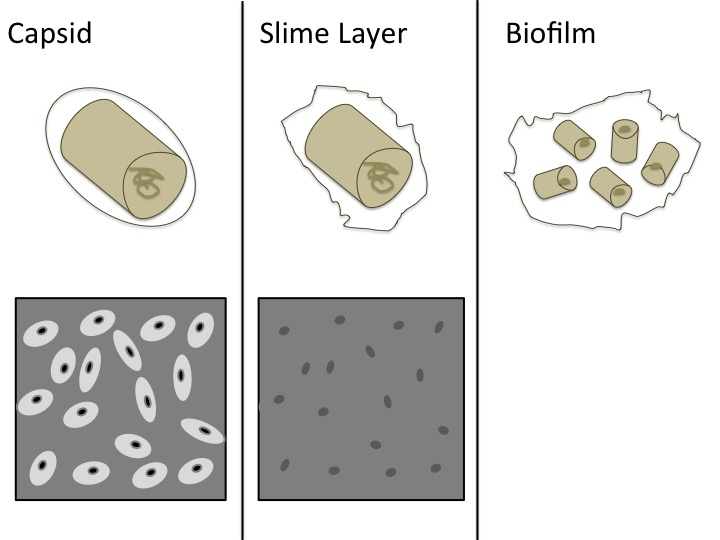
Porównanie otoczki, warstwy śluzowej i biofilmu. W wyniku barwienia negatywnego bakterii otoczkowych otrzymuje się obraz jasnych otoczek na ciemnym tle. Śluzy są łatwo wymywane z powierzchni komórek. Tworząc biofilm, mikroorganizmy pokrywają powierzchnię ciała stałego oraz powodują adhezję substancji organicznych i kolejnych komórek w wielowarstwowej strukturze

Otoczka bakteryjna – warstwa o charakterze żelu lub śluzu otaczająca od zewnątrz ścianę komórkową wielu bakterii.
W skład otoczki bakteryjnej wchodzi głównie woda, a ponadto polisacharydy: homopolisacharydy takie jak celuloza, dekstran, lub heteropolisacharydy jak kwas hialuronowy. Takie polisacharydy umiejscowione na zewnątrz komórki nazywane są egzopolisacharydami. U niektórych szczepów bakterii skład ten jest odmienny, przykładowo u laseczki wąglika składa się z polimeru kwasu glutaminowego. Różnice w składzie obserwowane są nawet w obrębie jednego gatunku. Zdolność do wytwarzania substancji otoczkowych jest uwarunkowana genetycznie.
Gęsta warstwa tego typu substancji związana z powierzchnią komórki bakterii nazywana jest otoczką. Trudno jest ją zmyć z powierzchni komórki. Wyróżnić można:
- makrootoczki, które są na tyle grube, że można je zobaczyć w zwykłym mikroskopie świetlnym[2] przy użyciu barwników nieprzechodzących przez materiał otoczkowy (np. nigrozyna, czerwień Kongo)[3]
- mikrootoczki, których obecność można stwierdzić tylko za pomocą technik serologicznych[2] (substancje otoczki są nośnikami struktur antygenowych[7]) lub mikroskopii elektronowej[2].

Wodnista wydzielina swobodnie przylegająca do powierzchni komórek nazywana jest śluzem. Można ją łatwo wypłukać z powierzchni komórki. W środowisku płynnym często rozprzestrzenia się ona do podłoża. Przykładowo heterofermentatywne bakterie kwasu mlekowego Leuconostoc mesenteroides wytwarzają dużo śluzu w środowisku zawierającym cukry, tworząc ciągliwą masę złożoną z dekstranów. Sieć polisacharydów występująca na powierzchni komórek bakterii, obejmująca zarówno otoczki, jak i śluzy, nazywana bywa glikokaliksem. Niektóre bakterie nitkowate tworzą rurkowate osłonki określane jako pochewki.
Synteza otoczek zależy od fazy wzrostu bakterii, składu chemicznego środowiska i natlenienia. Niektóre bakterie wytwarzają otoczkę jedynie w określonej fazie wzrostu. Wielkość otoczki często jest większa od samej komórki. Wytwarzanie otoczek wpływa na typ tworzonych kolonii bakteryjnych. Szczepy otoczkowe tworzą kolonie typu S (smooth – gładkie), a bezotoczkowe – kolonie typu R (rough – szorstkie).
Otoczki nie są niezbędne bakteriom do życia. Mogą pełnić rozmaite funkcje:
- chronią przed wysychaniem[5]
- regulują wchłanianie różnych substancji do wnętrza komórki[5]
- chronią bakterie przed wirusami i toksycznymi dla nich substancjami[6]
- biorą udział w zapewnianiu przylegania komórek bakterii do różnych powierzchni stałych[5], np. do tkanek zwierząt lub roślin pełniących rolę gospodarza[6]
- mogą wspomagać ruchliwość bakterii[6]
- chronią przed fagocytozą[2]
- pomagają niektórym gatunkom bakterii utrzymywać pojedyncze komórki w zespołach[3]
- u bakterii chorobotwórczych są skorelowane z patogennością – szczepy bezotoczkowe zwykle nie wywołują chorób[2]
- związki polisacharydowe o właściwościach adhezyjnych biorą udział w formowaniu biofilmu[8].

Niektóre z wydzielanych polisacharydów wykorzystuje się w przemyśle, np. ksantan produkowany przez bakterie Xanthomonas campestris.